# Rabat-Salé-Zemmour-Zaer
Rabat-Salé-Zemmour-Zaer era una delle 16 Regioni del Marocco, istituita nel 1997 e soppressa nel 2015. Il capoluogo era Rabat, che è anche capitale del Marocco.
La regione comprendeva le province e prefetture di:
- Prefettura di Rabat
- Prefettura di Salé
- Prefettura di Skhirate-Témara
- Provincia di Khemisset